# Clasificación para la Copa Asiática 1996
La Clasificación para la Copa Asiática 1996 fue la fase previa en la que participaron 33 selecciones nacionales para definir a los 10 clasificados a la fase final del torneo a disputarse en los Emiratos Árabes Unidos a finales de año.
Emiratos Árabes Unidos como país organizador y Japón como campeón de la edición anterior clasificaron automáticamente al torneo.

## Resultados

### Grupo 1
Todos los partidos se jugaron en Vietnam.
| Pos. | Equipo        | Pts. | PJ | G | E | P | GF | GC | Dif. | Clasificación |
| ---- | ------------- | ---- | -- | - | - | - | -- | -- | ---- | ------------- |
| 1    | Corea del Sur | 9    | 3  | 3 | 0 | 0 | 17 | 0  | +17  | Clasificado   |
| 2    | Vietnam (H)   | 6    | 3  | 2 | 0 | 1 | 13 | 5  | +8   |               |
| 3    | China Taipéi  | 3    | 3  | 1 | 0 | 2 | 10 | 10 | 0    |               |
| 4    | Guam          | 0    | 3  | 0 | 0 | 3 | 2  | 27 | −25  |               |

 Fuente: 
| 4-8-1996 | Vietnam                                        | 4:1 (1:1) | China Taipéi       | Thong Nhat Stadium, Ho Chi Minh City, Vietnam |  |
|          | Le Huynh Duc 16' 56' 64' · Nguyen Hong Son 75' |           | Huang Che-ming 23' |                                               |  |

| 5-8-1996 | Corea del Sur                                                                                               | 9:0 (6:0) | Guam | Thong Nhat Stadium, Ho Chi Minh City, Vietnam |                         |
|          | Park Tae-ha 12' 14' 40' · Kim Hyun-seok 25' 36' 55' · Kim Do-hoon 19' · Seo Hyo-Won 52' · Choi Moon-sik 85' |           |      | Árbitro(s): Kyaw U Kyaw                       | Árbitro(s): Kyaw U Kyaw |

| 7-8-1996 | Vietnam | 9:0 (3:0) | Guam | Thong Nhat Stadium, Ho Chi Minh City, Vietnam        |                                                      |
|          | Chu Van Mui 28' 44' · Dang Phuong Nam 32' 52' 77' · Nguyen Chi Bao 56' 65' · Nguyen Ni Cuong 60' · Le Huynh Duc 72' |           |      | Asistencia: 192 espectadores Árbitro(s): Kyaw U Kyaw | Asistencia: 192 espectadores Árbitro(s): Kyaw U Kyaw |

| 8-8-1996 | Corea del Sur                                            | 4:0 (2:0) | China Taipéi | Thong Nhat Stadium, Ho Chi Minh City, Vietnam |                               |
|          | Hong Myung-bo 9' · Kim Do-hoon 19' · Park Tae-ha 48' 70' |           |              | Árbitro(s): Inayath Ulla Khan                 | Árbitro(s): Inayath Ulla Khan |

| 10-8-1996 | Guam                       | 2:9 (0:5) | China Taipéi                                                                                               | Thong Nhat Stadium, Ho Chi Minh City, Vietnam |  |
|           | Cunliffe 73' · Marinos 83' |           | Chu Wai Fung 1' 13' 14' · Chen Fa Liang 16' 30' · Ka Fong Teng 57' 59' · Chai Ka Seng 81' · Tun Fang 90+1' |                                               |  |

| 11-8-1996 | Vietnam | 0:4 (0:3) | Corea del Sur                                                          | Thong Nhat Stadium, Ho Chi Minh City, Vietnam |                             |
|           |         |           | Shin Tae-yong 1' · Roh Sang-rae 8' · Park Tae-ha 17' · Seo Hyo-Won 83' | Árbitro(s): Chalach Piromya                   | Árbitro(s): Chalach Piromya |

### Grupo 2
Los partidos se jugaron en Hong Kong.
| Pos. | Equipo        | Pts. | PJ | G | E | P | GF | GC | Dif. | Clasificación |
| ---- | ------------- | ---- | -- | - | - | - | -- | -- | ---- | ------------- |
| 1    | China         | 9    | 3  | 3 | 0 | 0 | 16 | 1  | +15  | Clasificado   |
| 2    | Hong Kong (H) | 6    | 3  | 2 | 0 | 1 | 12 | 3  | +9   |               |
| 3    | Macao         | 3    | 3  | 1 | 0 | 2 | 7  | 12 | −5   |               |
| 4    | Filipinas     | 0    | 3  | 0 | 0 | 3 | 1  | 20 | −19  |               |

 Fuente: 
| 30 de enero de 1996 | Hong Kong                                                                                     | 8:0 (3:0) | Filipinas | Mong Kok Stadium, Kowloon, Hong Kong |                         |
|                     | Chan Tsi-Kong 3' 80' · Bredbury 39' 42' · Lee Kin-Wo 59' · Wai Kwai-Lung 82' 83' · Santos 90' |           |           | Árbitro(s): Anh Bong-ki              | Árbitro(s): Anh Bong-ki |

| 30 de enero de 1996 | China                                                                               | 7:1 (3:1) | Macao              | Mong Kok Stadium, Kowloon, Hong Kong |                            |
|                     | Peng Weiguo 28' (pen.) 45' · Su Maozhen 44' · Li Bing 48' 66' 89' · Hao Haidong 76' |           | Ung Siu-Cheong 42' | Árbitro(s): Sophon Mhaboon           | Árbitro(s): Sophon Mhaboon |

| 1 de febrero de 1996 | Filipinas | 0:7 (0:1) | China                                                                       | Mong Kok Stadium, Kowloon, Hong Kong |                            |
|                      |           |           | Hao Haidong 17' 58' 63' · Ma Mingyu 60' · Su Maozhen 77' 87' · Gao Feng 83' | Árbitro(s): Sophon Mhaboon           | Árbitro(s): Sophon Mhaboon |

| 1 de febrero de 1996 | Hong Kong                                    | 4:1 (1:0) | Macao            | Mong Kok Stadium, Kowloon, Hong Kong |                           |
|                      | Au Wai-Lun 26' · Bredbury 72' 75' (pen.) 77' |           | José Martins 70' | Árbitro(s): Yoshimi Ogawa            | Árbitro(s): Yoshimi Ogawa |

| 4 de febrero de 1996 | Macao                                                         | 5:1 (1:0) | Filipinas    | Mong Kok Stadium, Kowloon, Hong Kong |                         |
|                      | Paulo 2' · José Martins 63' 52' · Cho Chi-Man 64' · Pinto 82' |           | Kalalang 63' | Árbitro(s): Anh Bong-ki              | Árbitro(s): Anh Bong-ki |

| 4 de febrero de 1996 | Hong Kong | 0:2 (0:0) | China                       | Mong Kok Stadium, Kowloon, Hong Kong |                           |
|                      |           |           | Fan Zhiyi 51' · Wei Qun 89' | Árbitro(s): Yoshimi Ogawa            | Árbitro(s): Yoshimi Ogawa |

### Group 3
Los partidos se jugaron en Singapur y Tailandia bajo un formato de dos vueltas.
| Pos. | Equipo    | Pts. | PJ | G | E | P | GF | GC | Dif. | Clasificación |
| ---- | --------- | ---- | -- | - | - | - | -- | -- | ---- | ------------- |
| 1    | Tailandia | 14   | 6  | 4 | 2 | 0 | 31 | 5  | +26  | Clasificado   |
| 2    | Singapur  | 12   | 6  | 3 | 3 | 0 | 16 | 7  | +9   |               |
| 3    | Birmania  | 7    | 6  | 2 | 1 | 3 | 11 | 20 | −9   |               |
| 4    | Maldivas  | 0    | 6  | 0 | 0 | 6 | 4  | 30 | −26  |               |

 Fuente: 
| 27 de junio de 1996 | Tailandia | 8:0 | Maldivas | Estadio Suphachalasai, Bangkok, Tailandia |  |

| 27 de junio de 1996 | Birmania | 0:4 | Singapur | Estadio Suphachalasai, Bangkok, Tailandia |  |

| 29 de junio de 1996 | Tailandia | 5:1 | Birmania | Estadio Suphachalasai, Bangkok, Tailandia |  |

| 29 de junio de 1996 | Maldivas | 0:2 | Singapur | Estadio Suphachalasai, Bangkok, Tailandia |  |

| 1 de julio de 1996 | Tailandia | 1:1 | Singapur | Estadio Suphachalasai, Bangkok, Tailandia |  |

| 1 de julio de 1996 | Birmania | 3:1 | Maldivas | Estadio Suphachalasai, Bangkok, Tailandia |  |

| 4 de julio de 1996 | Maldivas | 0:8 | Tailandia | Estadio Nacional de Singapur, Singapur, Singapur |  |

| 4 de julio de 1996 | Singapur | 2:2 | Birmania | Estadio Nacional de Singapur, Singapur, Singapur |  |

| 7 de julio de 1996 | Birmania | 1:7 | Tailandia | Estadio Nacional de Singapur, Singapur, Singapur |  |

| 7 de julio de 1996 | Singapur | 5:2 | Maldivas | Estadio Nacional de Singapur, Singapur, Singapur |  |

| 9 de julio de 1996 | Maldivas | 1:4 | Birmania | Estadio Nacional de Singapur, Singapur, Singapur |  |

| 9 de julio de 1996 | Singapur | 2:2 | Tailandia | Estadio Nacional de Singapur, Singapur, Singapur |  |

### Grupo 4
Los partidos se jugaron en Malasia.
| Pos. | Equipo      | Pts. | PJ | G | E | P | GF | GC | Dif. | Clasificación |
| ---- | ----------- | ---- | -- | - | - | - | -- | -- | ---- | ------------- |
| 1    | Indonesia   | 4    | 2  | 1 | 1 | 0 | 7  | 1  | +6   | Clasificado   |
| 2    | Malasia (H) | 4    | 2  | 1 | 1 | 0 | 5  | 2  | +3   |               |
| 3    | India       | 0    | 2  | 0 | 0 | 2 | 3  | 12 | −9   |               |

 Fuente: 
| 2 de marzo de 1996 | Malasia | 0:0 (0:0) | Indonesia | Estadio Merdeka, Kuala Lumpur, Malasia |  |
|                    |         |           |           | Asistencia: 20.000 espectadores        |  |

| 4 de marzo de 1996 | Indonesia                                                       | 7:1 (3:1) | India        | Estadio Merdeka, Kuala Lumpur, Malasia |  |
|                    | Indriyanto 12' 74' · Rochy 18' 52' · Ansyari 42' 49' · Peri 77' |           | T. Kumar 11' |                                        |  |

| 6 de marzo de 1996 | India                       | 2:5 (2:0) | Malasia                                                       | Estadio Merdeka, Kuala Lumpur, Malasia |  |
|                    | C. Chapman 46' · Bhutia 78' |           | Zainal Abidin 12' 57' · Salleh 21' (pen.) 54' · Abu Bakar 71' |                                        |  |

### Grupo 5
Los partidos se jugaron en Irán y Kuwait bajo un sistema de dos vueltas.
| Pos. | Equipo    | Pts. | PJ | G | E | P | GF | GC | Dif. | Clasificación |
| ---- | --------- | ---- | -- | - | - | - | -- | -- | ---- | ------------- |
| 1    | Irán      | 18   | 6  | 6 | 0 | 0 | 27 | 1  | +26  | Clasificado   |
| 2    | Omán      | 12   | 6  | 4 | 0 | 2 | 23 | 5  | +18  |               |
| 3    | Sri Lanka | 6    | 6  | 2 | 0 | 4 | 5  | 25 | −20  |               |
| 4    | Nepal     | 0    | 6  | 0 | 0 | 6 | 2  | 26 | −24  |               |

 Fuente: 
| 10 de junio de 1996 | Sri Lanka | 0:3 | Omán | Estadio Azadi, Teherán, Irán    |  |
|                     |           |     |      | Asistencia: 35.000 espectadores |  |

| 10 de junio de 1996 | Irán                                                                                           | 8:0 (3:0) | Nepal | Estadio Azadi, Teherán, Irán                                |                                                             |
|                     | Karim Bagheri 10' 60' · Ali Daei 14' 36' 84' 87' · Mohsen Garousi 51' · Alireza Hakimzadeh 73' |           |       | Asistencia: 35.000 espectadores Árbitro(s): Dirar Al-Tamimi | Asistencia: 35.000 espectadores Árbitro(s): Dirar Al-Tamimi |

| 12 de junio de 1996 | Nepal | 0:7 | Omán | Estadio Azadi, Teherán, Irán    |  |
|                     |       |     |      | Asistencia: 20.000 espectadores |  |

| 12 de junio de 1996 | Irán                                                                  | 7:0 (1:0) | Sri Lanka | Estadio Azadi, Teherán, Irán                                       |                                                                    |
|                     | Ali Daei 30' 64' 65' 70' 77' · Karim Bagheri 62' · Mohsen Garousi 69' |           |           | Asistencia: 20.000 espectadores Árbitro(s): Selearajen Subramaniam | Asistencia: 20.000 espectadores Árbitro(s): Selearajen Subramaniam |

| 14 de junio de 1996 | Sri Lanka | 3:1 | Nepal | Estadio Azadi, Teherán, Irán     |  |
|                     |           |     |       | Asistencia: 100.000 espectadores |  |

| 14 de junio de 1996 | Irán                           | 2:0 (1:0) | Omán | Estadio Azadi, Teherán, Irán                                 |                                                              |
|                     | Ali Daei 5' · Hamid Estili 84' |           |      | Asistencia: 100.000 espectadores Árbitro(s): Dirar Al-Tamimi | Asistencia: 100.000 espectadores Árbitro(s): Dirar Al-Tamimi |

| 17 de junio de 1996 | Sri Lanka | 0:4 (0:1) | Irán                                               | Sultan Qaboos, Mascate, Omán                                |                                                             |
|                     |           |           | 17' 54' 68' Karim Bagheri · 78' Alireza Mansourian | Asistencia: 2.000 espectadores Árbitro(s): Abdul Al-Khamesy | Asistencia: 2.000 espectadores Árbitro(s): Abdul Al-Khamesy |

| 17 de junio de 1996 | Omán | 2:1 | Nepal | Sultan Qaboos, Mascate, Omán   |  |
|                     |      |     |       | Asistencia: 2.000 espectadores |  |

| 19 de junio de 1996 | Nepal | 0:4 (0:3) | Irán                                                      | Sultan Qaboos, Mascate, Omán                                    |                                                                 |
|                     |       |           | 27' Ali Daei · 38' 44' Karim Bagheri · 66' Reza Shahroudi | Asistencia: 2.000 espectadores Árbitro(s): Abdul Rahman Al-Zaid | Asistencia: 2.000 espectadores Árbitro(s): Abdul Rahman Al-Zaid |

| 19 de junio de 1996 | Omán | 10:0 | Sri Lanka | Sultan Qaboos, Mascate, Omán   |  |
|                     |      |      |           | Asistencia: 2.000 espectadores |  |

| 21 de junio de 1996 | Nepal | 0:2 | Sri Lanka | Sultan Qaboos, Mascate, Omán   |  |
|                     |       |     |           | Asistencia: 5.000 espectadores |  |

| 21 de junio de 1996 | Omán              | 1:2 (0:1) | Irán                             | Sultan Qaboos, Mascate, Omán                                 |                                                              |
|                     | Saif Al-Habsi 60' |           | 23' Ali Daei · 88' Karim Bagheri | Asistencia: 5.000 espectadores Árbitro(s): Russamee Jindamai | Asistencia: 5.000 espectadores Árbitro(s): Russamee Jindamai |

### Grupo 6
Los partidos se jugaron en Jordania. Bangladés abandonó el torneo.
| Pos. | Equipo       | Pts. | PJ | G | E | P | GF | GC | Dif. | Clasificación |
| ---- | ------------ | ---- | -- | - | - | - | -- | -- | ---- | ------------- |
| 1    | Irak         | 6    | 2  | 2 | 0 | 0 | 4  | 0  | +4   | Clasificado   |
| 2    | Jordania (H) | 3    | 2  | 1 | 0 | 1 | 4  | 1  | +3   |               |
| 3    | Pakistán     | 0    | 2  | 0 | 0 | 2 | 0  | 7  | −7   |               |

 Fuente: «مباريات منتخب العراق 1990-1999».
| 9-8-1996 | Jordania                                            | 4:0 (2:0) | Pakistán | Estadio Internacional de Amán, Amán, Jordania |  |
|          | Al Fawzi 4' 17' · Ebritadahadeh 67' · Al Hallin 77' |           |          |                                               |  |

| 11-8-1996 | Pakistán | 0:3 (0:1) | Irak                                   | Estadio Internacional de Amán, Amán, Jordania |  |
|           |          |           | Abbas 42' · Fawzi 65' · Shenaishil 67' |                                               |  |

| 13-8-1996 | Jordania | 0:1 (0:0) | Irak       | Estadio Internacional de Amán, Amán, Jordania |  |
|           |          |           | 60' Hashim |                                               |  |

### Grupo 7
Los partidos se jugaron bajo un formato de ida y vuelta.
| Pos. | Equipo     | Pts. | PJ | G | E | P | GF | GC | Dif. | Clasificación |
| ---- | ---------- | ---- | -- | - | - | - | -- | -- | ---- | ------------- |
| 1    | Siria      | 9    | 4  | 3 | 0 | 1 | 6  | 2  | +4   | Clasificado   |
| 2    | Catar      | 6    | 4  | 2 | 0 | 2 | 5  | 4  | +1   |               |
| 3    | Kazajistán | 3    | 4  | 1 | 0 | 3 | 1  | 6  | −5   |               |

 Fuente: 
| 14 de junio de 1996 | Kazajistán   | 1:0 (1:0) | Catar | Central Stadium, Alma Ata, Kazajistán                       |                                                             |
|                     | Nizovtsev 7' |           |       | Asistencia: 6.000 espectadores Árbitro(s): Pirom Un-Prasert | Asistencia: 6.000 espectadores Árbitro(s): Pirom Un-Prasert |

| 21 de junio de 1996 | Siria                      | 2:0 (2:0) | Kazajistán | Abbasiyyin Stadium, Damasco, Siria                          |                                                             |
|                     | Taleb 21' · Sheikh-Dib 34' |           |            | Asistencia: 20.000 espectadores Árbitro(s): Fahed Al-Damisi | Asistencia: 20.000 espectadores Árbitro(s): Fahed Al-Damisi |

| 28 de junio de 1996 | Catar        | 1:0 (1:0) | Siria | Estadio Internacional Jalifa, Doha, Catar |                         |
|                     | Al-Enazi 35' |           |       | Árbitro(s): Ali Bujsaim                   | Árbitro(s): Ali Bujsaim |

| 5 de julio de 1996 | Catar                                    | 3:0 (3:0) | Kazajistán | Estadio Internacional Jalifa, Doha, Catar |                              |
|                    | Al-Obaidly 5' · Soufi 21' · Al-Enazi 43' |           |            | Árbitro(s): Omer Al-Mehannah              | Árbitro(s): Omer Al-Mehannah |

| 12 de julio de 1996 | Kazajistán | 0:1 (0:1) | Siria        | Central Stadium, Alma Ata, Kazajistán                       |                                                             |
|                     |            |           | Al Boushi 9' | Asistencia: 5.000 espectadores Árbitro(s): Nik Ahmad Yaakub | Asistencia: 5.000 espectadores Árbitro(s): Nik Ahmad Yaakub |

| 19 de julio de 1996 | Siria                                           | 3:1 (1:0) | Catar        | Abbasiyyin Stadium, Damasco, Siria                         |                                                            |
|                     | Helou 17' · Sheikh-Dib 48' · Khalifa 76' (pen.) |           | Al-Enazi 58' | Asistencia: 20.000 espectadores Árbitro(s): Hossein Askari | Asistencia: 20.000 espectadores Árbitro(s): Hossein Askari |

### Grupo 8
Baréin abandonó el torneo.
| Equipo 1   | Agr.        | Equipo 2   | Ida | Vuelta |
| ---------- | ----------- | ---------- | --- | ------ |
| Tayikistán | 4-5 (t. s.) | Uzbekistán | 4–0 | 0–5    |

| 8 de mayo de 1996 | Tayikistán                                             | 4:0 (1:0) | Uzbekistán | Estadio Pamir, Dusambé, Tayikistán                           |                                                              |
|                   | Fuzaylov 3' (pen.) · Ashurmamadov 65' 67' · Avakov 87' |           |            | Asistencia: 20.000 espectadores Árbitro(s): Aleksandr Klakov | Asistencia: 20.000 espectadores Árbitro(s): Aleksandr Klakov |

| 19 de junio de 1996                        | Uzbekistán                                                                | 5:0 (3:0) (t. s.)(1:0 t. s.)(Global 5:4) | Tayikistán | Estadio Pakhtakor, Taskent, Uzbekistán                      |                                                             |
|                                            | Kasymov 4' (pen.) 33' (pen.) · Andreyev 8' · Shkvyrin 72' · Musabayev 95' |                                          |            | Asistencia: 15.000 espectadores Árbitro(s): Eldar Ramazanov | Asistencia: 15.000 espectadores Árbitro(s): Eldar Ramazanov |
| Uzbekistán gana 5-4 en el marcador global. |                                                                           |                                          |            |                                                             |                                                             |

### Group 9
Los partidos se jugaron en Arabia Saudita.
| Pos. | Equipo             | Pts. | PJ | G | E | P | GF | GC | Dif. | Clasificación |
| ---- | ------------------ | ---- | -- | - | - | - | -- | -- | ---- | ------------- |
| 1    | Arabia Saudita (H) | 12   | 4  | 4 | 0 | 0 | 10 | 0  | +10  | Clasificado   |
| 2    | Kirguistán         | 3    | 4  | 1 | 0 | 3 | 3  | 7  | −4   |               |
| 3    | Yemen              | 3    | 4  | 1 | 0 | 3 | 2  | 8  | −6   |               |

 Fuente: 
| 24 de enero de 1996 | Arabia Saudita                       | 3:0 (2:0) | Kirguistán | Estadio Rey Fahd, Riad, Arabia Saudita                     |                                                            |
|                     | Al-Thunayan 7' 38' · Amin 57' (pen.) |           |            | Asistencia: 2.000 espectadores Árbitro(s): Mohammed Kekhia | Asistencia: 2.000 espectadores Árbitro(s): Mohammed Kekhia |

| 26 de enero de 1996 | Yemen              | 1:0 (0:0) | Kirguistán | Estadio Rey Fahd, Riad, Arabia Saudita                  |                                                         |
|                     | Sharaf Mahfood 57' |           |            | Asistencia: 1.000 espectadores Árbitro(s): Jalal Moradi | Asistencia: 1.000 espectadores Árbitro(s): Jalal Moradi |

| 28 de enero de 1996 | Arabia Saudita                                    | 4:0 (1:0) | Yemen | Estadio Rey Fahd, Riad, Arabia Saudita |                            |
|                     | Al-Thunayan 42' 53' · Falatah 59' · Al-Hamdan 66' | Reporte   |       | Árbitro(s): Jundami Rosami             | Árbitro(s): Jundami Rosami |

| 31 de enero de 1996 | Kirguistán | 0:2 (0:1) | Arabia Saudita                | Estadio Rey Fahd, Riad, Arabia Saudita                     |                                                            |
|                     |            |           | Falatah 25' · Al-Thunayan 67' | Asistencia: 2.000 espectadores Árbitro(s): Jassim Al-Khori | Asistencia: 2.000 espectadores Árbitro(s): Jassim Al-Khori |

| 2 de febrero de 1996 | Kirguistán                                | 3:1 (1:1) | Yemen         | Estadio Rey Fahd, Riad, Arabia Saudita                     |                                                            |
|                      | Kadyrov 43' · Rybakov 50' · Khaytbaev 75' |           | Ben Rabah 21' | Asistencia: 1.000 espectadores Árbitro(s): Mohammed Kekhia | Asistencia: 1.000 espectadores Árbitro(s): Mohammed Kekhia |

| 4 de febrero de 1996 | Yemen | 0:1 (0:1) | Arabia Saudita | Estadio Rey Fahd, Riad, Arabia Saudita |                          |
|                      |       | Reporte   | Al-Hamdan 12'  | Árbitro(s): Jalal Moradi               | Árbitro(s): Jalal Moradi |

### Grupo 10
Los partidos se jugaron bajo un formato de ida y vuelta.
| Pos. | Equipo       | Pts. | PJ | G | E | P | GF | GC | Dif. | Clasificación |
| ---- | ------------ | ---- | -- | - | - | - | -- | -- | ---- | ------------- |
| 1    | Kuwait       | 8    | 4  | 2 | 2 | 0 | 9  | 5  | +4   | Clasificado   |
| 2    | Líbano       | 7    | 4  | 2 | 1 | 1 | 7  | 6  | +1   |               |
| 3    | Turkmenistán | 1    | 4  | 0 | 1 | 3 | 3  | 8  | −5   |               |

 Fuente: 
| 10 de marzo de 1996 | Turkmenistán                | 2:2 (2:1) | Kuwait                  | Estadio Köpetdag, Asjabad, Turkmenistán |  |
|                     | Urazow 3' · Plyushchenko 8' |           | Haji 13' · Al-Dawod 89' |                                         |  |

| 22 de marzo de 1996 | Kuwait                     | 2:0 (1:0) | Turkmenistán | Estadio Sabah Al Salem, Kuwait, Kuwait |                                 |
|                     | Sulaiman 18' · Bekheet 68' |           |              | Asistencia: 10.000 espectadores        | Asistencia: 10.000 espectadores |

| 12 de mayo de 1996 | Líbano                            | 3:1 (1:1) | Turkmenistán | Estadio Camille Chamoun, Beirut, Líbano |                                 |
|                    | Nahza 28' · Taha 68' · Karnib 90' |           | Bondoyev 20' | Asistencia: 10.000 espectadores         | Asistencia: 10.000 espectadores |

| 26 de mayo de 1996 | Turkmenistán | 0:1 (0:1) | Líbano        | Estadio Köpetdag, Asjabad, Turkmenistán |                                 |
|                    |              |           | Ghazarian 33' | Asistencia: 10.000 espectadores         | Asistencia: 10.000 espectadores |

| 9 de junio de 1996 | Líbano                       | 3:5 (2:3) | Kuwait                                                               | Estadio Camille Chamoun, Beirut, Líbano |                                 |
|                    | Nazha 6' · Ghazarian 10' 46' |           | Al-Otaybi 16' · Al-Shlimi 27' · Al-Hindi 30' · Haji 66' · Wabran 84' | Asistencia: 22.000 espectadores         | Asistencia: 22.000 espectadores |

| 20 de junio de 1996 | Kuwait | 0:0 (0:0) | Líbano | Estadio Sabah Al Salem, Kuwait, Kuwait |  |
|                     |        |           |        | Asistencia: 25.000 espectadores        |  |

## Clasificados
| País                   | Modo de Clasificación | Apariciones                                  |
| ---------------------- | --------------------- | -------------------------------------------- |
| Emiratos Árabes Unidos | Anfitrión             | 4 (1980, 1984, 1988, 1992)                   |
| Japón                  | Campeón Defensor      | 2 (1988, 1992)                               |
| Corea del Sur          | Ganador Grupo 1       | 7 (1956, 1960, 1964, 1972, 1980, 1984, 1988) |
| China                  | Ganador Grupo 2       | 5 (1976, 1980, 1984, 1988, 1992)             |
| Tailandia              | Ganador Grupo 3       | 2 (1972, 1992)                               |
| Indonesia              | Ganador Grupo 4       | 0 (debut)                                    |
| Irán                   | Ganador Grupo 5       | 7 (1968, 1972, 1976, 1980, 1984, 1988, 1992) |
| Irak                   | Ganador Grupo 6       | 2 (1972, 1976)                               |
| Siria                  | Ganador Grupo 7       | 3 (1980, 1984, 1988)                         |
| Uzbekistán             | Ganador Grupo 8       | 0 (debut)                                    |
| Arabia Saudita         | Ganador Grupo 9       | 3 (1984, 1988, 1992)                         |
| Kuwait                 | Ganador Grupo 10      | 5 (1972, 1976, 1980, 1984, 1988)             |